# Tempestade de São Paulo de 2023
A tempestade de São Paulo de 2023 foi um evento meteorológico extremo e histórico que atingiu várias cidades da respectiva região na tarde do dia 3 de novembro de 2023, resultado de uma linha de instabilidade que se estendeu desde o litoral até o noroeste do estado. No total, oito pessoas morreram em diferentes municípios e mais de quatro milhões ficaram sem luz na capital paulista, sendo esse considerado um dos maiores desastres da rede elétrica por onda de tempestades no Brasil. Os efeitos desse fenômeno foram comparáveis aos provocados pelo ciclone bomba no sul do Brasil em 2020. O evento foi documentado internacionalmente.
Árvore danificada em Piracicaba (SP)

## Mortes
Logo após o vendaval, a primeira vítima fatal fora documentada em Osasco (SP). Segundo a Defesa Civil, duas árvores caíram sobre um muro na Avenida Luiz Rink. Um veículo foi atingido, matando um jovem de 21 anos que estava caminhando.
A segunda havia sido confirmada em Santo André (SP), no ABC Paulista. Na ocasião, estruturas se soltaram do 18º andar de uma obra durante o vendaval, atingindo duas pessoas. Um homem (não especificado) não resistiu, e a outra vítima foi encaminhada para o Centro Hospitalar de Santo André com um deslocamento no ombro.
Ainda no mesmo dia, a terceira vítima fatal fora confirmada em Limeira (SP), identificada como Davi da Silva Santos, pedreiro de 27 anos, morador do bairro Cecap. Davi estava sobre um andaime enquanto trabalhava em uma obra na Avenida João Daniel dos Santos, no bairro Jardim Marajoara, quando parte do muro da obra desabou com a ventania, caindo em cima dele. O local fora isolado
No dia seguinte à onda de tempestades, mais três fatalidades foram confirmadas na Grande São Paulo, elevando o número total em todo o estado para seis. No Jardim Helena, na Zona Leste da capital paulista, várias árvores caíram sobre diversos veículos na Avenida Eduardo Sabino de Oliveira. Na ocasião, duas pessoas não resistiram e outras cinco ficaram feridas. Outra vítima fatal foi confirmada na Avenida Antônio Marques Figueira, na Vila Adelina, em Suzano (SP) onde os fortes ventos derrubaram um coqueiro sobre uma mulher de 42 anos, a qual sofreu uma parada cardiorrespiratória e não resistiu.
Em 5 de novembro, a sétima vítima fatal, um homem de 58 anos, fora confirmada na Ilhabela. Ele estava em uma embarcação com outros tripulantes. Em decorrência da forte intensidade do vento, o barco naufragou. Segundo a Defesa Civil estadual, outros dois tripulantes sofreram ferimentos e foram encaminhados ao serviço de saúde. Em 7 de novembro, a oitava e última vítima (não especificada) fora confirmada em Ibiúna, na Região Metropolitana de Sorocaba. Ela estava internada durante todo o período, mas não resistiu aos ferimentos.

## Danos em diferentes regiões

### Grande São Paulo
A Grande São Paulo foi bastante afetada pelos temporais que atingiram o estado homônimo. Os ventos chegaram a 103,7 km/h na região do aeroporto de Congonhas, por volta das 16h15, o maior valor registrado pelo Centro de Gerenciamentos de Emergências (CGE) da Prefeitura de São Paulo desde 1995, quando esses dados começaram a ser computados na capital paulista. Além disso, as rajadas de vento foram medidas em até 94,1 km/h na estação Santana/Tucuruvi (16h30), 71,7 km/h em Campo Limpo (16h10) e 68,6 km/h no Aeroporto de Guarulhos (16h40).
O temporal causou diversos estragos na infraestrutura e na mobilidade da região metropolitana. Foram registradas centenas de quedas de árvores em vários pontos, sendo que houve registro de 346 quedas somente nos parques da cidade. Muitos bairros ficaram sem energia elétrica por horas ou dias, afetando milhares de moradores e comerciantes. Houve mais de mil chamados para quedas de árvores, dois para enchentes e pelo menos 46 para desabamentos/desmoronamentos. No Autódromo de Interlagos, que estava sediando o treino classificatório de São Paulo de Fórmula 1, o teto de duas arquibancadas caiu e feriu seis torcedores, sendo que dois deles precisaram de atendimento médico.

### Avaré
Em Avaré, a prefeitura chegou a classificar o evento como um ciclone. A mesma informou que os ventos chegaram a 133 km/h na cidade. A tempestade derrubou árvores e estruturas, destelhou casas e arquibancadas, e interrompeu o fornecimento de energia elétrica em diversos bairros. Um barracão de provas no Parque de Exposições Fernando Cruz desabou e parte da cobertura do setor de arquibancada do Arenão foi arrancada.

### Baixada Santista
A Baixada Santista foi a região mais atingida pela linha de instabilidade. Em Santos, os ventos chegaram a 151 km/h, valor medido pela Praticagem de Santos. Na Avenida Bartholomeu de Gusmão, a estrutura de um posto de gasolina tombou. Ademais, várias árvores caíram e a Santa Casa municipal sofreu um destelhamento significativo.

### Piracicaba

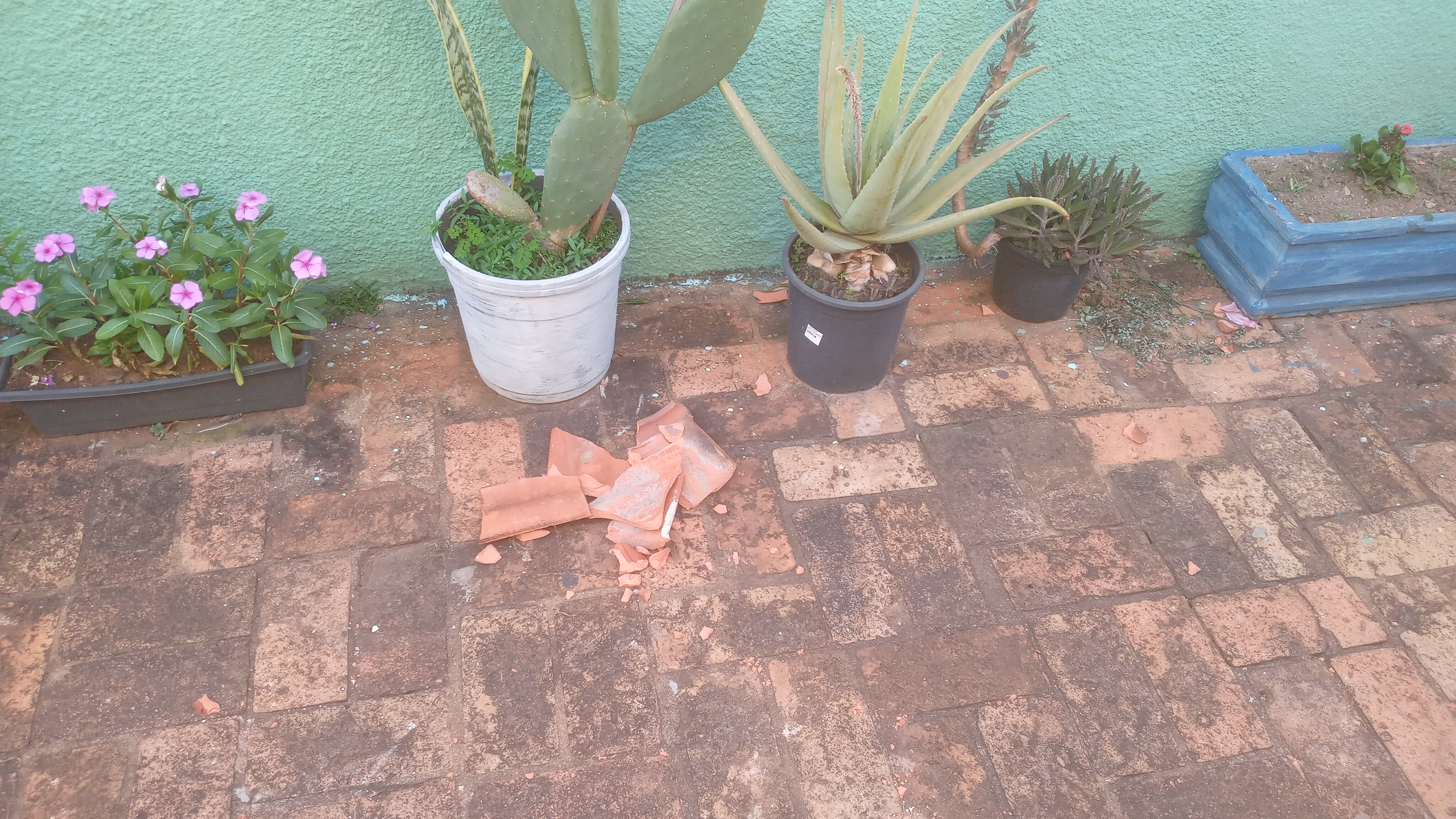
Telhas derrubadas em Piracicaba (SP)

Em Piracicaba, o Instituto Nacional de Meteorologia (INMET) divulgou inicialmente rajadas de vento de até 73 km/h, valor também divulgado pelo Posto Meteorólogico da Escola Superior de Agricultura "Luiz de Queiroz" (Esalq). Logo após, a CPFL informou que as rajadas alcançaram os 92 km/h. Ao menos 20 árvores caíram na cidade e houve registro de destelhamentos, um deles no terminal de ônibus da Pauliceia.

### Sorocaba
Em Sorocaba, as rajadas de vento foram medidas em 91 km/h pelo Instituto Nacional de Meteorologia (INMET), porém o meteorologista Carlo Vilella estimou que o valor poderia ter chegado a mais de 100 km/h em algumas áreas. No fim, a estimativa foi de 105 km/h, valor divulgado pela Defesa Civil. Os principais estragos foram queda de árvores e postes de luz, destelhamentos de imóveis e interrupção generalizada no fornecimento de energia elétrica.

## O blecaute
Um dos impactos mais notáveis deixados pelas tempestades foi o apagão que afetou cerca de 1,4 milhão de endereços na cidade de São Paulo e na Região Metropolitana, após a queda de centenas de árvores sobre as fiações, além da derrubada de postes, transformadores e do rompimento de fios elétricos. A falta de luz durou quase uma semana em alguns locais, causando prejuízos bilionários para o comércio, a indústria e os moradores, que tiveram alimentos e remédios estragados. De acordo com especialistas, o apagão em São Paulo só teve precedente no ciclone bomba que atingiu o Sul do Brasil no final de junho de 2020, quando mais de 4 milhões de clientes ficaram sem energia nos estados de Santa Catarina, Paraná e Rio Grande do Sul.
O apagão também prejudicou o funcionamento de serviços essenciais, como hospitais, escolas e transporte público. O Parque Ibirapuera, onde estava sendo realizada a 35ª Bienal de São Paulo, ficou sem energia por dois dias. Estudantes que fizeram o Exame Nacional do Ensino Médio (Enem) relataram atrasos de mais de uma hora para chegar ao local de prova.
A concessionária Enel, responsável pelo fornecimento de energia na capital paulista, foi alvo de críticas e protestos por parte da população e das autoridades, que cobraram uma solução rápida e eficiente para o restabelecimento da rede elétrica. O prefeito Ricardo Nunes ameaçou entrar na Justiça contra a empresa, caso ela não cumprisse o prazo de religar a energia de todos os clientes até o dia 7 de novembro. A Enel descumpriu o prazo, recebendo uma multa de R$12,7 milhões do Procon no dia 17 do mesmo mês.